# 教育部體育署
教育部體育署（簡稱體育署）是中華民國有關體育運動相關事務的最高主管機關。前身為1932年國民政府創立的「體育委員會」，1997年改制為部會級的「行政院體育委員會」，2013年行政院組織再造實施後降編為教育部附屬機關。其以激發國內體育風氣之養成與選手培育為目標，培育國內年輕選手以提升國內之運動競爭實力，亦指導各地方政府舉辦體育賽事。2025年9月9日將升格為中央二級行政機關，並更名為「運動部」。

## 歷史

### 中國大陸時期

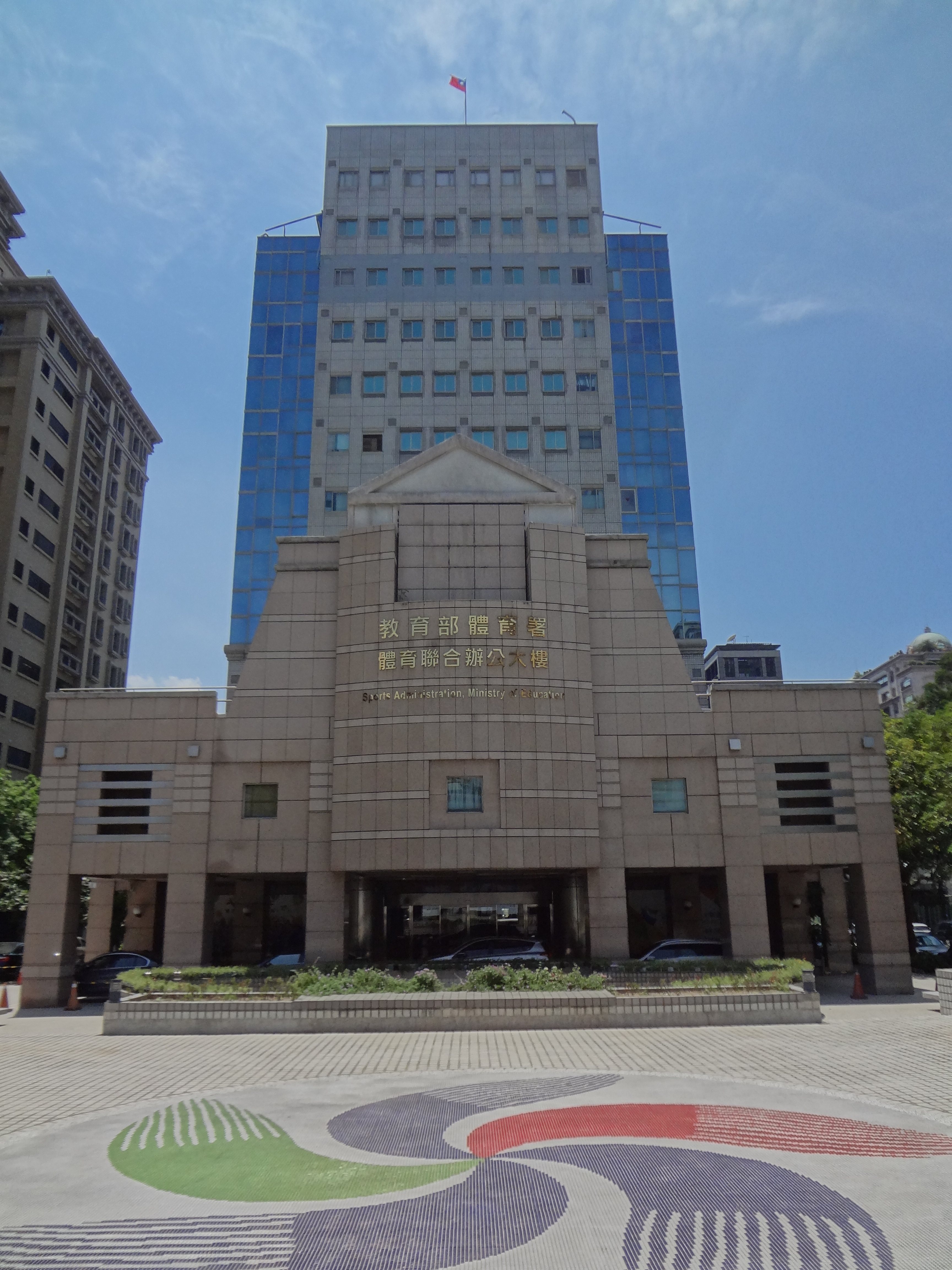
體育聯合辦公大樓

1912年，中華民國與大日本帝國、美屬菲律賓代表經協商後成立「遠東奧林匹克委員會」；遠東奧林匹克委員會於隔年舉行第一屆遠東運動會。
1920年，遠東奧林匹克委員會獲得國際奧委會承認並更名為遠東體育協會，比1949年成立的亞洲業餘體育聯合會（今亞洲奧林匹克理事會）早了29年。
1929年4月16日，國民政府制定公布《國民體育法》，規定「中華民國青年男女有受體育之義務，父母或監護人應負責督促之」，又規定國民政府訓練總監部會同教育部擬議制定「實施體育之方法」。
1932年，國民政府成立「體育委員會」。1934年，因大日本帝國堅持其在九一八事變時佔領中國東北地區而扶持成立的滿州國加入遠東運動會，中華民國宣布退出遠東運動會，遠東體育協會宣告終止運作。
1941年9月9日，國民政府修正公布《國民體育法》，規定「教育部主管全國體育行政」。
1945年6月9日，國民政府公布《教育部國民體育委員會組織條例》，教育部國民體育委員會主席由教育部部長兼任；惟因時值戰亂，教育部國民體育委員會無法發揮功能。

### 台灣時期
1973年10月31日，《教育部組織法》修正後，教育部體育委員會改組為教育部體育司。1982年11月19日，總統令修正公布《國民體育法》，教育部在體育司之外須恢復設置「教育部國民體育委員會」。
1985年10月23日，總統令制定公布《教育部國民體育委員會組織條例》，教育部國民體育委員會主任委員由教育部部長兼任、執行秘書由教育部體育司司長兼任。
1988年10月－1996年，體壇與朝野各界持續呼籲成立體育委員會。1988年10月，行政院組織法研修小組向立法院法制委員會提出《行政院組織法》修正草案時，仍維持設在教育部體系內成立「體育委員會」或「體育署」之主張。1990年1月18日，立法委員紀政提出並有57名立法委員連署之修正動議提案在《行政院組織法》修正草案第六條增設「體育委員會」，並以過半數表決通過；但因行政院面臨改組而使該法案最終撤回。
1993年3月，由翁祖模建築師事務所設計及監造、同順營造承造的「體育聯合辦公大樓」竣工，門牌號碼為臺北市中山區朱崙街20號。
1995年12月10日，中華民國大專院校體育總會召開「邁向二十一世紀我國體育發展策略研討會」，建議設立「國家體育委員會」，獲得時任總統李登輝支持。
1997年3月，時任副總統兼行政院院長連戰指示由行政院研究發展考核委員會籌備成立體育委員會事宜，籌備小組召集人由政務委員黃大洲兼任。6月26日，行政院會議通過《行政院體育委員會暫行組織規程》。7月1日，行政院令，訂定發布《行政院體育委員會暫行組織規程》。7月16日，行政院體育委員會正式成立，總部設於體育聯合辦公大樓，連戰主持揭牌儀式。12月30日，《行政院體育委員會組織條例》經立法院三讀通過。
1998年1月12日，總統令公布《行政院體育委員會組織條例》，規定行政院體育委員會為統籌國家體育事務之全國體育行政主管機關。隔年12月29日，總統令廢止《教育部國民體育委員會組織條例》。
2000年5月29日，行政院公告廢止《行政院體育委員會暫行組織規程》。
2012年2月3日，總統令公布《教育部體育署組織法》。
2013年1月1日，行政院體育委員會降編改組為教育部體育署，同時併編教育部體育司、納入國家運動選手訓練中心。。
2014年1月15日，總統令廢止《行政院體育委員會組織條例》。
2015年1月1日，國家運動選手訓練中心改制更名為行政法人國家運動訓練中心，設置於教育部轄下。
2016年7月12日，行政院成立常設性任務編組「行政院體育發展委員會」。
2021年9月29日，為求效率與防疊床架屋，經相關部會檢討後解編行政院體育運動發展委員會等三個任務編組。

### 升格
2024年8月，行政院宣布設置體育暨運動發展部諮詢小組，9月公布諮詢委員名單，10月決議定名為「運動部」；10月17日行政院通過《運動部組織法草案》等相關組織法修訂草案，預計組織規劃6司、1署、3行政法人。
2025年1月7日，立法院三讀通過《運動部組織法》、《國家運動產業發展中心設置條例》等法律草案。1月24日公布《運動部組織法》。確定於同年9月9日（國民體育日）升格為「運動部」。

## 組織
- 署長一人：職務列簡任第十三至十四職等[13]
  - 副署長二人：職務列簡任第十二職等
    - 主任秘書：職務列簡任第十一職等

行政業務單位
- 運動產業及企劃組
- 學校體育組
- 全民運動組
- 競技運動組
- 國際及兩岸運動組
- 運動設施組
- 秘書室
- 人事室
- 主計室
- 政風室

行政法人
- 國家運動訓練中心
- 國家運動科學中心

## 運動部未來組織規劃
- 部長（特任）
  - 政務次長（2人，比照簡任第十四職等）
  - 常務次長（1人，簡任第十四職等）
    - 主任秘書（1人，簡任第十二職等）

行政業務單位
- 國際事務司
- 競技運動司
- 產業及科技司
- 設施規劃司
- 綜合規劃司
- 適應運動司

所屬機關
- 運動部全民運動署

行政法人
- 國家運動訓練中心
- 國家運動科學中心
- 國家運動產業發展中心

## 歷任首長
教育部體育司司長
1. 郝更生：1933年12月－1945年8月（教育部體育委員會）
2. 董守義：1945年8月－1949年4月
3. 袁敦禮：1945年8月－1947年
4. 桂永清：1954年7月－1954年7月
5. 郝更生：1954年7月－1971年1月
6. 齊沛林：1971年1月－1973年9月
7. 蔡敏忠：1973年10月－1982年8月（改組為教育部體育司）
8. 蔡長啟：1982年8月－1986年10月
9. 張至滿：1986年10月－1989年8月
10. 趙麗雲：1989年8月－1991年9月
11. 簡曜輝：1991年9月－1996年12月
12. 單小琳：1987年4月－1998年10月
13. 吳仁宇：1999年4月－2003年1月
14. 王福林：2003年9月－2004年9月
15. 曾德錦：2004年9月－2004年9月
16. 何卓飛：2004年9月－2007年2月
17. 簡明忠：2007年3月－2008年7月
18. 王俊權：2008年7月－2012年12月

| 任別                      | 姓名                      | 就職時間                  | 卸任時間                  | 備註                                                   |                           |                           |                           |                           |                           |                           |                           |
| 行政院體育委員會 主任委員 | 行政院體育委員會 主任委員 | 行政院體育委員會 主任委員 | 行政院體育委員會 主任委員 | 行政院體育委員會 主任委員                              | 行政院體育委員會 主任委員 | 行政院體育委員會 主任委員 | 行政院體育委員會 主任委員 | 行政院體育委員會 主任委員 | 行政院體育委員會 主任委員 | 行政院體育委員會 主任委員 | 行政院體育委員會 主任委員 |
| ------------------------- | ------------------------- | ------------------------- | ------------------------- | ------------------------------------------------------ | ------------------------- | ------------------------- | ------------------------- | ------------------------- | ------------------------- | ------------------------- | ------------------------- |
| 1                         | 趙麗雲                    | 1998年2月5日              | 2000年5月19日             | 曾任教育部體育司司長                                   |                           |                           |                           |                           |                           |                           |                           |
| 2                         | 許義雄                    | 2000年5月20日             | 2002年1月31日             | 體育學者、中華民國體育學會會長                         |                           |                           |                           |                           |                           |                           |                           |
| 3                         | 林德福                    | 2002年2月1日              | 2004年5月19日             | 原宜蘭縣政府文化局局長                                 |                           |                           |                           |                           |                           |                           |                           |
| 4                         | 陳全壽                    | 2004年5月20日             | 2007年1月31日             | 前奧運田徑國手，原國立臺灣體育學院校長                 |                           |                           |                           |                           |                           |                           |                           |
| 5                         | 楊忠和                    | 2007年2月1日              | 2008年5月19日             | 原臺北市立體育學院校長                                 |                           |                           |                           |                           |                           |                           |                           |
| 6                         | 戴遐齡                    | 2008年5月20日             | 2012年12月31日            | 原臺北市立教育大學學生事務長，任期最長                 |                           |                           |                           |                           |                           |                           |                           |
| 教育部體育署 署長         |                           |                           |                           |                                                        |                           |                           |                           |                           |                           |                           |                           |
| 1                         | 何卓飛                    | 2013年1月2日              | 2017年3月1日              | 原體委會副主委，屆齡退休                               |                           |                           |                           |                           |                           |                           |                           |
| 代理                      | 王水文                    | 2017年3月2日              | 2017年3月16日             | 副署長代理，國立體育學院碩士、曾任臺南市政府教育局局長 |                           |                           |                           |                           |                           |                           |                           |
| 2                         | 林德福                    | 2017年3月17日             | 2018年6月28日             | 回任，請辭                                             |                           |                           |                           |                           |                           |                           |                           |
| 代理                      | 王水文                    | 2018年6月29日             | 2018年7月12日             | 副署長代理                                             |                           |                           |                           |                           |                           |                           |                           |
| 3                         | 高俊雄                    | 2018年7月13日             | 2020年7月12日             | 原國立體育大學校長，借調期滿                           |                           |                           |                           |                           |                           |                           |                           |
| 代理                      | 林騰蛟                    | 2020年7月13日             | 2020年9月1日              | 教育部常務次長兼任代理                                 |                           |                           |                           |                           |                           |                           |                           |
| 4                         | 張少熙                    | 2020年9月1日              | 2021年9月1日              | 前拳擊國手、國立臺灣師範大學運動與休閒學院院長，請辭   |                           |                           |                           |                           |                           |                           |                           |
| 代理                      | 林騰蛟                    | 2021年9月2日              | 2023年2月20日             | 教育部常務次長兼任代理                                 |                           |                           |                           |                           |                           |                           |                           |
| 5                         | 鄭世忠                    | 2023年2月20日             | 現任                      | 國立體育大學總務長、管理學院院長                       |                           |                           |                           |                           |                           |                           |                           |

| 1 |